# Ermita de San Emeterio y San Celedonio (Río Quintanilla)
La ermita de San Emeterio y San Celedonio es un templo románico de pequeñas dimensiones situado en la localidad de Río Quintanilla, en la provincia de Burgos (Castilla y León, España). Data de mediados del siglo XII y se halla en la ladera del monte Castriviejo en el valle de las Caderechas.
El templo es dependiente de la parroquia de Madrid de Caderechas en el arcipestrazgo de Oca-Tirón, diócesis de Burgos.

## Arquitectura
El templo está edificado en estilo románico y construido de piedra toba y sillería.
En el exterior, los canecillos representan figuras antropomorfas y zoomorfas, cuyos detalles están deteriorados debido a la erosión climática sobre la piedra toba. En el interior, se conserva la pila bautismal, pero ningún elemento escultórico porque los capiteles fueron alisados con yeso.